# Bạn cùng phòng của tôi là Gumiho
Bạn cùng phòng của tôi là Gumiho (tiếng Hàn: 간 떨어지는 동거; Hanja: 肝 떨어지는 同居; Romaja: Gan Tteoreojineun Donggeo; dịch nghĩa đen: "Frightening Cohabitation"; còn được biết với tên tiếng Anh: My Roommate Is a Gumiho) là một bộ phim truyền hình Hàn Quốc năm 2021 với diễn viên Jang Ki-yong và Lee Hye-ri. Câu chuyện xoay quanh cửu vĩ hồ 999 năm tuổi và một nữ sinh đại học sinh năm 1999 đã vô tình nuốt viên ngọc của Shin Woo-Yeo. Bộ phim dài 16 tập được phát sóng trên iQiyi toàn cầu và kênh truyền hình cáp TVN bắt đầu từ ngày 26 tháng 5, 2021 vào lúc 22:40 (KST) thứ tư & thứ năm hằng tuần.

## Diễn viên

### Vai chính
- Jang Ki-yong vai Shin Woo-yeo[3]

Cửu vĩ hồ 999 năm tuổi muốn trở thành người.
- Lee Hye-ri vai Lee Dam[4]

Sinh viên đại học sinh năm 1999 người đã nuốt viên ngọc của Cửu Vĩ Hồ. Cô gái chưa từng hẹn hò với ai.
- Bae In-hyuk vai Gye Sun-woo

Tiền bối của Lee Dam tại trường đại học.
- Kang Han-na vai Yang Hye-sun[5]

Bạn của Shin Woo-yeo, cũng là Cửu vĩ hồ nhưng đã trở thành người.
- Kim Do-wan vai Do Jae-jin (Bạn của Lee Dam)

### Vai phụ
- Park Kyung-Hye vai Choi Soo-kyung

Bạn thân của Lee Dam và Do Jae-jin.
- Choi Woo-Seong vai Lee Dan

Em trai của Lee Dam
- Kim Do-yeon vai Gye Seo-woo  [6]

Em gái của Gye Sun-woo
- Kim Kang-min vai Jung-seok [7]
- Bang Eun-jung vai Jeon Da-young [8]

### Khách mời đặc biệt
- Jung So-min[9] vai Seo-hwa, mối tình đầu của Shin Woo-yeo
- Kim Eung-soo biến hình của Shin Woo-yeo (tập 1)[10]
- Han Ji-eun vai trưởng nhóm Hwang của nhà xuất bản Hae Mil (tập 1,6,7)[11]
- Go Kyung-pyo vai Sơn Thần người theo dõi Shin Woo-yeo và Lee Dam (tập 7,10,11,13,14)[12]
- Jang Sung-kyu vai người hẹn họ của Lee Dam và là tiền bối của Do Jae-jin. (tập 6)[13]
- Oh Hyun-kyung vai Kim Hyun-kyung (tập 6)[14]

Mẹ của Lee Dam và Lee Dan, một biên tập viên tạp chí thời trang.
- Kang Mi-na vai Choi Jin-ah (tập 8)[15]

Bạn gái cũ của Do Jae-jin.
- Son Seong-yoon vai Seo Young-joo, giáo sư môn sử học Đại học Seogwan[16]
- Lee Jun-hyuk vai giáo sư Park Bo-gum[17]

## Sản xuất
Đây là phim truyền hình Hàn Quốc đâu tiên sản xuất bởi iQIYI. Một sự hợp tác giữa Trung Quốc và Hàn Quốc.

## Nhạc phim

### Phần 1
| Phát hành vào 27 tháng 5 năm 2021 | Phát hành vào 27 tháng 5 năm 2021 | Phát hành vào 27 tháng 5 năm 2021                   | Phát hành vào 27 tháng 5 năm 2021      | Phát hành vào 27 tháng 5 năm 2021 | Phát hành vào 27 tháng 5 năm 2021 |
| STT                               | Nhan đề                           | Phổ lời                                             | Phổ nhạc                               | Nghệ sĩ                           | Thời lượng                        |
| --------------------------------- | --------------------------------- | --------------------------------------------------- | -------------------------------------- | --------------------------------- | --------------------------------- |
| 1.                                | "DOOR (Your Moon)"                | Janghyun Park (Somebody's Tale), Kim Jae-won, GLODY | Janghyun Park (Somebody's Tale), GLODY | Jeong Se-woon                     | 3:49                              |
| 2.                                | "DOOR (Your Moon)" (Inst.)        |                                                     |                                        |                                   | 3:49                              |

### Phần 2
| Phát hành vào 3 tháng 6 năm 2021 | Phát hành vào 3 tháng 6 năm 2021  | Phát hành vào 3 tháng 6 năm 2021 | Phát hành vào 3 tháng 6 năm 2021                        | Phát hành vào 3 tháng 6 năm 2021 | Phát hành vào 3 tháng 6 năm 2021 |
| STT                              | Nhan đề                           | Phổ lời                          | Phổ nhạc                                                | Nghệ sĩ                          | Thời lượng                       |
| -------------------------------- | --------------------------------- | -------------------------------- | ------------------------------------------------------- | -------------------------------- | -------------------------------- |
| 1.                               | "My All" (우연이 아닌것만 같아서) | Hana                             | Tom With Jerry Choi Jae-hyuk Lee Yong-min Moon Sung-hye | Kim Na-young                     | 3:34                             |
| 2.                               | "My All" (Inst.)                  |                                  | Tom With Jerry Choi Jae-hyuk Lee Yong-min Moon Sung-hye |                                  | 3:34                             |

### Phần 3
| Phát hành vào 10 tháng 6 năm 2021 | Phát hành vào 10 tháng 6 năm 2021          | Phát hành vào 10 tháng 6 năm 2021 | Phát hành vào 10 tháng 6 năm 2021 | Phát hành vào 10 tháng 6 năm 2021 | Phát hành vào 10 tháng 6 năm 2021 |
| STT                               | Nhan đề                                    | Phổ lời                           | Phổ nhạc                          | Nghệ sĩ                           | Thời lượng                        |
| --------------------------------- | ------------------------------------------ | --------------------------------- | --------------------------------- | --------------------------------- | --------------------------------- |
| 1.                                | "Drawing of the Beginning" (시작의 드로잉) | PINKMOON                          | PINKMOON                          | Yoo Yeon-jung (WJSN)              | 3:24                              |
| 2.                                | "Drawing of the Beginning" (Inst.)         |                                   | PINKMOON                          |                                   | 3:24                              |

### Phần 4
| Phát hành vào 18 tháng 6 năm 2021 | Phát hành vào 18 tháng 6 năm 2021  | Phát hành vào 18 tháng 6 năm 2021 | Phát hành vào 18 tháng 6 năm 2021                          | Phát hành vào 18 tháng 6 năm 2021 | Phát hành vào 18 tháng 6 năm 2021 |
| STT                               | Nhan đề                            | Phổ lời                           | Phổ nhạc                                                   | Nghệ sĩ                           | Thời lượng                        |
| --------------------------------- | ---------------------------------- | --------------------------------- | ---------------------------------------------------------- | --------------------------------- | --------------------------------- |
| 1.                                | "One Step Closer" (한 걸음 가까이) | Kim Seung-jun (Psycho Tension)    | Psycho Tension (Kim Seung-jun, Choi Mi-hyun, Yoon Seok-ju) | Choi Nakta                        | 4:06                              |
| 2.                                | "One Step Closer" (Inst.)          |                                   | Psycho Tension (Kim Seung-jun, Choi Mi-hyun, Yoon Seok-ju) |                                   | 4:06                              |

### Phần 5
| Phát hành vào 24 tháng 6 năm 2021 | Phát hành vào 24 tháng 6 năm 2021                     | Phát hành vào 24 tháng 6 năm 2021 | Phát hành vào 24 tháng 6 năm 2021 | Phát hành vào 24 tháng 6 năm 2021 | Phát hành vào 24 tháng 6 năm 2021 |
| STT                               | Nhan đề                                               | Phổ lời                           | Phổ nhạc                          | Nghệ sĩ                           | Thời lượng                        |
| --------------------------------- | ----------------------------------------------------- | --------------------------------- | --------------------------------- | --------------------------------- | --------------------------------- |
| 1.                                | "Nothing Left To Say" (어떤 말도 할 수가 없는 나인데) | Yountoven Doctor Son              | Doctor Son Yountoven Yoon Da-eun  | Kassy                             | 4:16                              |
| 2.                                | "Nothing Left To Say" (Inst.)                         |                                   | Doctor Son Yountoven Yoon Da-eun  |                                   | 4:16                              |

### Phần 6
| Phát hành vào 1 tháng 7 năm 2021 | Phát hành vào 1 tháng 7 năm 2021 | Phát hành vào 1 tháng 7 năm 2021 | Phát hành vào 1 tháng 7 năm 2021 | Phát hành vào 1 tháng 7 năm 2021 | Phát hành vào 1 tháng 7 năm 2021 |
| STT                              | Nhan đề                          | Phổ lời                          | Phổ nhạc                         | Nghệ sĩ                          | Thời lượng                       |
| -------------------------------- | -------------------------------- | -------------------------------- | -------------------------------- | -------------------------------- | -------------------------------- |
| 1.                               | "Next To You" (그댈 담은 밤)     | Hana                             | Tom With Jerry                   | Yang Da-il                       | 4:35                             |
| 2.                               | "Next To You" (Inst.)            |                                  | Tom With Jerry                   |                                  | 4:35                             |

### Phần 7
| Phát hành vào 8 tháng 7 năm 2021 | Phát hành vào 8 tháng 7 năm 2021 | Phát hành vào 8 tháng 7 năm 2021 | Phát hành vào 8 tháng 7 năm 2021 | Phát hành vào 8 tháng 7 năm 2021 | Phát hành vào 8 tháng 7 năm 2021 |
| STT                              | Nhan đề                          | Phổ lời                          | Phổ nhạc                         | Nghệ sĩ                          | Thời lượng                       |
| -------------------------------- | -------------------------------- | -------------------------------- | -------------------------------- | -------------------------------- | -------------------------------- |
| 1.                               | "You & I" (그대와)               | Kim Dong-joon Yoo Min-gyu        | Kim Dong-joon Yoo Min-gyu        | Youngjae (Got7), Soyeon (Laboum) | 3:38                             |
| 2.                               | "You & I" (Inst.)                |                                  | Kim Dong-joon Yoo Min-gyu        |                                  | 3:38                             |

### Phần 8
| Phát hành vào 15 tháng 7 năm 2021 | Phát hành vào 15 tháng 7 năm 2021 | Phát hành vào 15 tháng 7 năm 2021 | Phát hành vào 15 tháng 7 năm 2021 | Phát hành vào 15 tháng 7 năm 2021 | Phát hành vào 15 tháng 7 năm 2021 |
| STT                               | Nhan đề                           | Phổ lời                           | Phổ nhạc                          | Nghệ sĩ                           | Thời lượng                        |
| --------------------------------- | --------------------------------- | --------------------------------- | --------------------------------- | --------------------------------- | --------------------------------- |
| 1.                                | "Moon" (달 (치즈))                | Moonchong                         | Moonchong Midnight                | CHEEZE (cheese)                   | 3:53                              |
| 2.                                | "Moon" (Inst.)                    |                                   |                                   |                                   | 3:53                              |

## Tỷ lệ người xem
| Mùa | Mùa | Số tập | Số tập | Số tập | Số tập | Số tập | Số tập | Số tập | Số tập | Số tập | Số tập | Số tập | Số tập | Số tập | Số tập | Số tập | Số tập | Trung bình |
| Mùa | Mùa | 1      | 2      | 3      | 4      | 5      | 6      | 7      | 8      | 9      | 10     | 11     | 12     | 13     | 14     | 15     | 16     | Trung bình |
| --- | --- | ------ | ------ | ------ | ------ | ------ | ------ | ------ | ------ | ------ | ------ | ------ | ------ | ------ | ------ | ------ | ------ | ---------- |
|     | 1   | 1239   | 1057   | 0923   | 1165   | 1069   | 886    | 786    | 949    | 839    | 867    | 845    | 854    | 820    | 871    | 909    | 1091   | 948        |

| Tập | Ngày phát sóng   | Tỷ lệ người xem trung bình (AGB Nielsen) | Tỷ lệ người xem trung bình (AGB Nielsen) |
| Tập | Ngày phát sóng   | Toàn quốc                                | Seoul                                    |
| --- | ---------------- | ---------------------------------------- | ---------------------------------------- |
| 1 | 26 tháng 5, 2021 | 5.282% (1st)                             | 5.888% (1st)                             |
| 2 | 27 tháng 5, 2021 | 4.279% (1st)                             | 4.838%' (1st)                            |
| 3 | 2 tháng 6, 2021  | 4.123% (2nd)                             | 4.769% (2nd)                             |
| 4 | 3 tháng 6, 2021  | 4.354% (1st)                             | 4.670% (1st)                             |
| 5 | 9 tháng 6, 2021  | 4.304% (1st)                             | 4.882% (1st)                             |
| 6 | 10 tháng 6, 2021 | 3.688% (2nd)                             | 4.000% (2nd)                             |
| 7 | 16 tháng 6,2021  | 3.159% (2nd)                             | 3.564% (2nd)                             |
| 8 | 17 tháng 6,2021  | 4.238% (2nd)                             | 5.200% (2nd)                             |
| 9 | 23 tháng 6, 2021 | 3.374% (1st)                             | 3.460% (1st)                             |
| 10 | 24 tháng 6, 2021 | 3.772% (2nd)                             | 4.101% (2nd)                             |
| 11 | 30 tháng 6, 2021 | 3.691% (1st)                             | 4.092% (1st)                             |
| 12 | 1 tháng 7, 2021  | 3.476% (2nd)                             | 4.193% (2nd)                             |
| 13 | 7 tháng 7, 2021  | 3.234% (2nd)                             | 3.932% (2nd)                             |
| 14 | 8 tháng 7, 2021  | 3.549% (2nd)                             | 4.418% (2nd)                             |
| 15 | 14 tháng 7, 2021 | 3.625% (2nd)                             | 4.321% (2nd)                             |
| 16 | 15 tháng 7, 2021 | 3.982% (2nd)                             | 4.571% (2nd)                             |
| Trung bình |                  |                                          |                                          |
| - Trong bảng trên đây, số màu xanh biểu thị cho tỷ lệ người xem thấp nhất và số màu đỏ biểu thị cho tỷ lệ người xem cao nhất. - Bộ phim này được phát sóng trên hệ thống các kênh truyền hình cáp/trả phí nên số lượng người xem thấp hơn so với truyền hình miễn phí (ví dụ như KBS, SBS, MBC và EBS). |                  |                                          |                                          |